# Флора (корвет, 1806)
«Флора» — парусный корвет Балтийского флота Российской империи, участник войны с Францией 1804—1807 годов.

## Описание судна
Один из трёх парусных корветов одноимённого типа. Длина судна по сведениям из различных источников составляла от 32,5 до 32,51 метра, ширина от 8,77 до 8,8 метра, а осадка — 4,2 метра. Вооружение судна состояло из двадцати двух 18-фунтовых карронад.

## История службы
Корвет «Флора» был заложен в Главном адмиралтействе Санкт-Петербурга в 1805 году и после спуска на воду 9 июля 1806 года вошел в состав Балтийского флота России. Строительство вёл корабельный мастер Г. С. Исаков.
Принимал участие в войне с Францией 1804—1807 годов. 1 сентября 1806 года вышел из Кронштадта по направлению в Копенгаген, где вошёл в состав эскадры капитан-командора И. А. Игнатьева, которая была направлена в Средиземное море для усиления эскадры вице-адмирала Д. Н. Сенявина. 17 сентября эскадра вышла из Копенгагена и, пройдя по маршруту Портсмут — Гибралтар — Мессина — Корфу, 1 января 1807 года достигла Котора, где присоединилась к эскадре Д. Н. Сенявина.
8 января в составе отряда корвет перешел к Курцало и к 24 января достиг Корфу. 26 января, попав в сильный шторм в районе Корфу, судно потеряло бушприт, фок-мачту, грот-стеньгу и был вынужден стать на якорь у берегов Албании. На следующий день, после того как стих ветер, корвет снялся с якоря и пошёл назад в Корфу, но вновь поднявшимся ветром был выброшен на мель. При этом попытки встать на якорь не увенчались успехом. На судне были срублены мачты, а орудия выброшены за борт, но снять корвет с мели не удалось, и 28 января экипаж переправился на берег на шлюпках, а корвет затонул. Во время шторма и переправы погибло 28 матросов из экипажа корвета (включая 6 юнг), остальные были взяты в плен турецкими войсками; известно ещё о троих матросах, умерших в плену.  С августа по октябрь 1807 года члены экипажа «Флоры» были возвращены в Россию.

## Командиры корвета
Командиром корвета «Флора» с 1806 по 1807 год служил  B. C. Кологривов.